# フィンゴン
フィンゴン（Fingon、二本の木の時代? - 太陽の時代472年）は、J・R・R・トールキンの中つ国を舞台とした小説、『シルマリルの物語』の登場人物。
マイズロスの救出や、グラウルングの撃退で勇名を馳せ、「勇敢なるフィンゴン」（the valiant）と呼ばれた。フィンゴルフィン亡きあとのベレリアンドにおけるノルドールの上級王。
ヴァリノールにおけるかれのクウェンヤ名は、「技ある勇者」を意味する、フィンデカーノ（Findekáno）であった。「フィンゴン」はこのクウェンヤ名をシンダール語化したものである。
父はベレリアンドのノルドールの上級王フィンゴルフィン。母はアナイレ。
弟にトゥアゴン、妹にアレゼル。後期の文献にのみ登場する弟にアルゴンがいる。

## ヴァリノールにおけるフィンゴン
フィンゴンは二本の木の時代にヴァリノールで生を受けた。メルコールの虚言によって伯父フェアノールと父フィンゴルフィンが深く対立するより前は、フェアノールの息子マイズロスと友人だった。フェアノールとフィンゴルフィンの対立、およびノルドールの叛乱については、ノルドールの叛乱参照。
シルマリルがモルゴスによって盗まれ、フェアノールがノルドールの上級王として中つ国への帰還を決めると、フィンゴルフィンはトゥアゴンとともに強く反対したが、フィンゴンは帰還を望み、父にもそうするように勧めた。多くのフィンゴルフィンの民もフェアノールの強い言葉に心を動かされたため、かれらを見捨てることが出来なかったフィンゴルフィンは、結局はフェアノールに従った。しかしノルドールの多くはフェアノールよりもフィンゴルフィンにしたがっていたため、ノルドール最大の軍勢を率いたのはフィンゴルフィンであった。かれらはフェアノールの軍勢のあとを進んでいった。フィンゴルフィンの軍勢の第一陣は、フィンゴンが率いた。
フェアノールの軍勢がアルクウァロンデのオルウェの民と争った時、フィンゴルフィンの軍勢からは、フィンゴンの率いる第一陣も参加した。かれらは二つの民が争うのを見て、理由も分からぬままフェアノールに加勢したのである。同族殺害ののち、アラマンの荒野でヴァラールの言が下ると、ノルドールは畏怖し、フィナルフィンはかれの民を率いてヴァリノールへ退いた。しかしフィナルフィンの息子たちは、フィンゴルフィンの息子たちへの友情のため、先に進んだ。フィンゴンとトゥアゴンの心は強く、中つ国への帰還を諦めるつもりはなかったからである。
アラマンの果てで氷の海峡ヘルカラクセを前にして、寒さに苦しんだフィンゴルフィンの民は後悔し、フェアノールを非難した。フェアノールとその息子たちは、オルウェの民から奪った船を自らのためにのみ用いて、フィンゴルフィンの民を置き去りにすることに決めた。中つ国につくと、船を戻し、まずはフィンゴンの軍勢から中つ国へと連れてくることをマイズロスは提案したが、フェアノールは船を焼き払うことに決めた。対岸で燃え上がる炎を見たフィンゴルフィンはフェアノールの裏切りを知った。しかしフィンゴルフィンの軍勢は多くの犠牲を出しながらヘルカラクセを渡りきり、フェアノールの一党への愛情はなくなった。

## ベレリアンドにおけるフィンゴン
フィンゴルフィンの軍勢がベレリアンドに上陸するとまもなく太陽が昇り、それを恐れたモルゴス軍はアングバンドに退いた。フィンゴルフィンはアングバンドの門に来てそれを打ち叩いたが、モルゴスは応じなかった。フィンゴルフィンは退き、ミスリム湖の北岸のヒスルムから統治した。フェアノールの一党はヒスルムの野営地を引き払い、ミスリム湖の南岸へ移動した。フェアノールはすでになく、マイズロスはモルゴスに囚われていた。

### マイズロスの救出
フィンゴンはノルドールの分裂を癒すべく、マイズロスの救出を決めた。かれは単身サンゴロドリムを登り、竪琴をもってヴァリノールの歌を歌った。マイズロスは歌い返し、フィンゴンはかれの従兄弟が手の届かない場所に手枷で吊るされているのを見いだした。マイズロスは自らを射殺すように希み、フィンゴンは矢をつがえ、マンウェに祈った。マンウェは鷲の王ソロンドールをたちまち送り、フィンゴンはソロンドールに抱えられ、マイズロスの吊るされた絶壁へと運ばれた。フィンゴンは手枷を打ち壊すことができず、マイズロスの右手を切断した。ソロンドールは二人をヒスルムまで運んだ。ノルドールはみなフィンゴンの行ないを賞賛した。またマイズロスは回復するとアラマンでの裏切りを謝罪し、フィンウェ王家の王権をフィンゴルフィンに明け渡したため、両家の親和はすすんだ。

### ドル＝ローミンの領主
フィンゴルフィンはヒスルムの西のドル＝ローミンを領地としてフィンゴンに与え、かれはここを良く守った。ダゴール・アグラレブから100年弱過ぎたころ、ドレンギストの入り江からヒスルムを攻めようとしたオークの一団を撃退した。そのまた100年後の太陽の時代の265年には、アングバンドから始めて姿をあらわし、アルド＝ガレンを荒らしまわった竜のグラウルングを弓の一団を率いて退けた。

### 上級王フィンゴン
太陽の時代の455年に、フィンゴルフィンがダゴール・ブラゴルラハでモルゴスと戦って死ぬと、フィンゴンはベレリアンドのノルドールの上級王になった。その7年後、モルゴス軍は圧倒的な軍勢でヒスルムを攻め、フィンゴンは危機に陥ったが、ファラスからドレンギストの入り江まで船でやって来たキーアダンとその民に救われた。

### ニアナイス・アルノイディアド
ナルゴスロンドの王オロドレスと、ドリアスの王シンゴルはマイズロスの連合への協力を拒んだため、ナルゴスロンドの民ではグウィンドールとわずかの者だけが、ドリアスの民ではマブルングとベレグだけが連合に参加した。かれらはフィンゴンのもとで戦った。フィンゴンとマイズロスには長い友情があったからである。ニアナイス・アルノイディアドでマイズロスの連合は勝利を手に入れかけたが、東夷の裏切りのために敗れた。フィンゴンはバルログの長ゴスモグと闘ったが、背後からも別のバルログに襲われ、殺された。かれの死体は大いに傷つけられた。
次のノルドールの上級王はトゥアゴンだった。かれはゴンドリンに隠れた。

## 異伝
出版されたシルマリルの物語では、フィンゴンはギル＝ガラドの父とされているが、これは他の文章に反映されない短命なアイディアであり、編集上の間違いであったと、編者のクリストファ・トールキンは述べている。他のところでは、「フィンゴンには妻も子もいなかった」とされている。中つ国の正典を参照。

## 註
1. ↑  アルダの年表によれば、かれの父フィンゴルフィンの誕生がヴァラ年の4690年で、かれの妹アレゼルの誕生が4862年。
2. ↑   J. R. R. Tolkien (1987). in Christopher Tolkien (ed.): The Lost Road and Other Writings. Boston: Houghton Mifflin, "The Etymologies".
3. ↑  アルゴンは、『中つ国の歴史』として出版された、トールキンの極めて後期の文献のみに現れ、『シルマリルの物語』には現れない。

## フィンゴルフィンの系図
|                  |                  | フィンウェ       | フィンウェ       | フィンウェ       | フィンウェ       | フィンウェ | フィンウェ |            |            | インディス | インディス | インディス | インディス | インディス | インディス |                |                |                |                |                |                |  |  |          |          |          |          |            |            |            |            |            |            |        |        |        |        |  |  |          |          |          |          |          |          |  |  |
|                  |                  | フィンウェ       | フィンウェ       | フィンウェ       | フィンウェ       | フィンウェ | フィンウェ |            |            | インディス | インディス | インディス | インディス | インディス | インディス |                |                |                |                |                |                |  |  |          |          |          |          |            |            |            |            |            |            |        |        |        |        |  |  |          |          |          |          |          |          |  |  |
|                  |                  |                  |                  |                  |                  |            |            |            |            |            |            |            |            |            |            |                |                |                |                |                |                |  |  |          |          |          |          |            |            |            |            |            |            |        |        |        |        |  |  |          |          |          |          |          |          |  |  |
|                  |                  |                  |                  |                  |                  |            |            |            |            |            |            |            |            |            |            |                |                |                |                |                |                |  |  |          |          |          |          |            |            |            |            |            |            |        |        |        |        |  |  |          |          |          |          |          |          |  |  |
| フィンゴルフィン | フィンゴルフィン | フィンゴルフィン | フィンゴルフィン | フィンゴルフィン | フィンゴルフィン |            |            | アナイレ   | アナイレ   | アナイレ   | アナイレ   | アナイレ   | アナイレ   |            |            | フィナルフィン | フィナルフィン | フィナルフィン | フィナルフィン | フィナルフィン | フィナルフィン |  |  |          |          |          |          |            |            |            |            |            |            |        |        |        |        |  |  |          |          |          |          |          |          |  |  |
| フィンゴルフィン | フィンゴルフィン | フィンゴルフィン | フィンゴルフィン | フィンゴルフィン | フィンゴルフィン |            |            | アナイレ   | アナイレ   | アナイレ   | アナイレ   | アナイレ   | アナイレ   |            |            | フィナルフィン | フィナルフィン | フィナルフィン | フィナルフィン | フィナルフィン | フィナルフィン |  |  |          |          |          |          |            |            |            |            |            |            |        |        |        |        |  |  |          |          |          |          |          |          |  |  |
|                  |                  |                  |                  |                  |                  |            |            |            |            |            |            |            |            |            |            |                |                |                |                |                |                |  |  |          |          |          |          |            |            |            |            |            |            |        |        |        |        |  |  |          |          |          |          |          |          |  |  |
|                  |                  |                  |                  |                  |                  |            |            |            |            |            |            |            |            |            |            |                |                |                |                |                |                |  |  |          |          |          |          |            |            |            |            |            |            |        |        |        |        |  |  |          |          |          |          |          |          |  |  |
| フィンゴン       | フィンゴン       | フィンゴン       | フィンゴン       | フィンゴン       | フィンゴン       |            |            | トゥアゴン | トゥアゴン | トゥアゴン | トゥアゴン | トゥアゴン | トゥアゴン |            |            | エレンウェ     | エレンウェ     | エレンウェ     | エレンウェ     | エレンウェ     | エレンウェ     |  |  | アレゼル | アレゼル | アレゼル | アレゼル | アレゼル   | アレゼル   |            |            | エオル     | エオル     | エオル | エオル | エオル | エオル |  |  | アルゴン | アルゴン | アルゴン | アルゴン | アルゴン | アルゴン |  |  |
| フィンゴン       | フィンゴン       | フィンゴン       | フィンゴン       | フィンゴン       | フィンゴン       |            |            | トゥアゴン | トゥアゴン | トゥアゴン | トゥアゴン | トゥアゴン | トゥアゴン |            |            | エレンウェ     | エレンウェ     | エレンウェ     | エレンウェ     | エレンウェ     | エレンウェ     |  |  | アレゼル | アレゼル | アレゼル | アレゼル | アレゼル   | アレゼル   |            |            | エオル     | エオル     | エオル | エオル | エオル | エオル |  |  | アルゴン | アルゴン | アルゴン | アルゴン | アルゴン | アルゴン |  |  |
|                  |                  |                  |                  |                  |                  |            |            |            |            |            |            |            |            |            |            |                |                |                |                |                |                |  |  |          |          |          |          |            |            |            |            |            |            |        |        |        |        |  |  |          |          |          |          |          |          |  |  |
|                  |                  |                  |                  |                  |                  |            |            |            |            |            |            | イドリル   | イドリル   | イドリル   | イドリル   | イドリル       | イドリル       |                |                |                |                |  |  |          |          |          |          | マイグリン | マイグリン | マイグリン | マイグリン | マイグリン | マイグリン |        |        |        |        |  |  |          |          |          |          |          |          |  |  |